# Muthsandra, Nagamangala
Muthsandra là một làng thuộc tehsil Nagamangala, huyện Mandya, bang Karnataka, Ấn Độ.